# Ricardo Rivera Schreiber

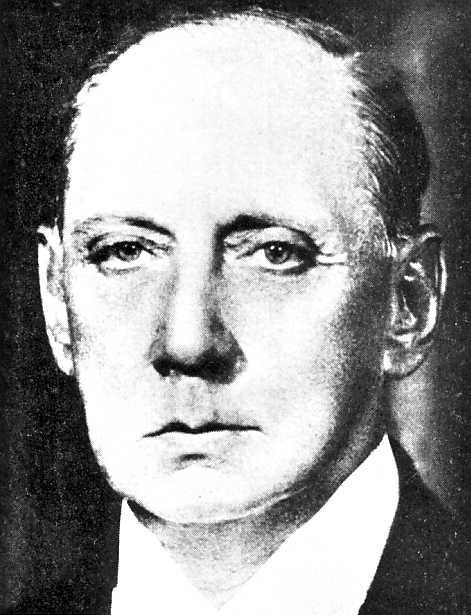
Ricardo Rivera Schreiber

Ricardo Rivera Schreiber (* 11. Dezember 1892 in Lima; † 25. Juli 1969 in Boston, Massachusetts) war ein peruanischer Diplomat und Politiker. Er war Botschafter seines Landes in Spanien, Italien und Großbritannien. Vom 4. August 1952 bis zum 11. August 1954 war er Außenminister.

## Leben
Ricardo Rivera Schreiber war der Sohn von Matilde Amalia Otilia Schreiber Waddington, einer Tochter des österreichischen Geschäftsmanns und Konsularagenten in Huaraz, Aloys Schreiber Frieba, und Ricardo Rivera Navarrete. Sein Bruder war Eduardo Rivera Schreiber. 1916 wurde er Bachelor und zum Doktor der Rechte promoviert. 1917 war er Gesandtschaftssekretär dritter Klasse in La Paz, wo er Mercedes Urquidi de Tezanos-Pinto, die Tochter von Elvira Tezanos-Pinto Caso und Carlos Urqidi Ginés, heiratete. 1919 war er Mitglied der peruanischen Mission zur Vorbereitung des Völkerbund in London. Von 1919 bis 1927 war er zeitweilig Geschäftsträger in London. 1928 war er ständiger Vertreter der peruanischen Regierung beim ständigen Schiedshof in Den Haag. Von 1929 bis 1931 war er Gesandter in Quito. Von 1932 bis Oktober 1936 war er Justiziar der Cerro de Pasco Corporation. Ab Oktober 1936 war er Gesandter in Tokio.
Im November 1937 sandte ihn Diómedes Arias Schreiber zum Abschluss eines Zollvertrages nach Bogotá. 1940 heiratet er außerhalb Japans Teresa Kroll Müller.
Vom Hausmeister des Konsulates in Yokohama, der Beziehungen zum Amur-Bund hatte, erfuhr er vom Angriff auf Pearl Harbor und informierte Edward Savage Crocker II. Im August 1942 gehörte er zur Diplomatengruppe, die mit der Asama Maru über Lourenço Marques ausgetauscht wurden. Von 23. November 1943 bis 11. März 1946 war er Gesandter in Spanien. Vom 25. April 1945 bis zum 26. Juni 1945 leitete er die peruanische Delegation zur Konferenz von San Francisco. Am 11. März 1946 wurde er als Botschafter in Rom akkreditiert. Von 4. August 1952 bis 11. August 1954 war er intermetierend mit Eduardo Miranda Sousa Außenminister.

## Ehrungen
- 1925: Knight Commander des Order of the British Empire
- 1953: Großkreuz des Verdienstordens der Bundesrepublik Deutschland
- 1953: Großkreuz des Verdienstordens der Italienischen Republik

| Vorgänger                   | Amt                                                                    | Nachfolger                   |
| --------------------------- | ---------------------------------------------------------------------- | ---------------------------- |
| Isaac Alzamora              | peruanischer Botschafter in London 1919 bis 1927                       | Manuel de Freyre y Santander |
| —                           | peruanischer Gesandter in Den Haag 1928                                | Vicente Azula de la Guerra   |
| Germán Aramburú Lecaros     | peruanischer Botschafter in Quito 1929 bis 1931                        | Germán Aramburú Lecaros      |
| Manuel Elías Bonnemaison    | peruanischer Gesandter in Tokio Oktober 1936 bis 6. Dezember 1941      | Miguel Grau-Price            |
| Pedro Yrigoyen Diez Canseco | peruanischer Botschafter in Madrid 23. November 1943 bis 11. März 1946 | Gonzalo Pizarro              |
| Pedro Yrigoyen Diez Canseco | peruanischer Botschafter in Rom 11. März 1946 bis 1948                 | Luis A. Flores               |
| Manuel Gallagher Canaval    | peruanischer Außenminister 4. August 1952 bis 11. August 1954          | David Aguilar Cornejo        |